# Richard Stauffer
Pour les articles homonymes, voir Stauffer.
Richard Stauffer, né à La Chaux-de-Fonds le 17 mai 1921 et mort le 9 novembre 1984 dans le 13e arrondissement de Paris, est un historien suisse, professeur d'histoire de l'Église moderne à la faculté de théologie protestante de Paris et directeur d'études  à l'École pratique des hautes études.

## Biographie

### Jeunesse et études
Richard Stauffer effectue ses études en théologie à l'université de Neuchâtel, où il soutient une thèse de licence intitulée « La conception de l'histoire de Reinhold Niebuhr », et complète sa formation en réalisant un master de théologie à l'Union Theological Seminary à New York. Il étudie alors à l'université Columbia voisine.
Il soutient une thèse d'État sur travaux, intitulée « La Réforme et le protestantisme », dirigée par Jean Delumeau à l'université Paris 1, en 1973, suivie d'une thèse d'État en théologie présentée à la faculté de théologie protestante de Strasbourg.

### Parcours professionnel
Il est pasteur de la paroisse protestante française de Bâle. Il est nommé enseignant-chercheur à la faculté de théologie protestante de Paris en 1960. Il fait fonction de directeur d'études à l'École pratique des hautes études, section sciences religieuses en 1964-1967, puis est nommé directeur d'études titulaire de la chaire d'histoire et théologie de la Réforme en 1967. 
Il est ensuite nommé professeur titulaire de la chaire d'histoire moderne à la faculté de théologie protestante de Paris.
Il meurt le 9 novembre 1984 à Paris.

## Recherches
Richard Stauffer est spécialiste de l'histoire du protestantisme du XVIe siècle, particulièrement de la pensée et la théologie de Jean Calvin. Il publie une étude des sermons du réformateur, Dieu, la création et la providence dans la prédication de Calvin (1978). Il s'intéresse aux précurseurs de l'œcuménisme et à l'irénisme, notamment Moïse Amyraut et Isaac d'Huisseau (1969). Il étudie les relations des catholiques avec Martin Luther (1966) et dans le monde contemporain, Le catholicisme à la découverte de Luther (1966).

## Publications
- Un précurseur de l'œcuménisme : Moïse Amyraut, Paris, 1962
- L'humanité de Calvin, Neuchâtel, 1964
- Le catholicisme à la découverte de Luther, Paris, 1966
- L'affaire D'Huisseau. Une controverse protestante au sujet de la réunion des chrétiens (1670-1671), Paris, 1969
- La Réforme : 1517-1564, Paris, Puf, coll. « Que sais-je ? », no 1376, 1970
- Dieu, la Création et la Providence dans la prédication de Calvin, Berne, 1978
- Interprètes de la Bible. Études sur les Réformateurs du XVIe siècle, Paris, 1980
- (en) The Quest for Church Unity : from John Calvin to Isaac d’Huisseau, Allison Park, 1986

## Hommages et distinctions
- 1978-1979 : président de la Ve section de l'EPHE[1].
- Docteur honoris causa de l'université de Genève[1].
- Docteur honoris causa de l'université de St Andrews[1]
- 1979 : prix Louis-Marin de l'Académie française, pour Dieu, la création et la providence dans la prédication de Calvin[5]